# (1065) Amundsenia
(1065) Amundsenia es un asteroide perteneciente al grupo de los asteroides que cruzan la órbita de Marte descubierto el 4 de agosto de 1926 por Serguéi Ivánovich Beliavski desde el observatorio de Simeiz en Crimea.
Está nombrado en honor de Roald Amundsen (1872-1928), explorador noruego del siglo XX.